# Edappadi K. Palaniswami

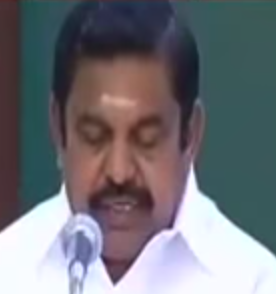
Edappadi K. Palaniswami (2017)

Edappadi K. Palaniswami (Tamil: இடைப்படி கே. பழனிசாமி Iṭaippaṭi Kē. Paḻaṉicāmi [ˈiɖɛi̯pːaɖi ˈkeː ˈpaɻənisaːmi], * 2. März 1954 in Andhiyur) ist ein indischer Politiker der Regionalpartei All India Anna Dravida Munnetra Kazhagam (AIADMK) und ehemaliger Ministerpräsident von Tamil Nadu.

## Herkunft und Beginn der politischen Karriere
Edappadi K. Palaniswami wurde am 2. März 1954 im Dorf Andhiyur bei Edappadi im Distrikt Salem geboren. Er gehört zur Kaste der Gounder, die im Westen Tamil Nadus zahlenmäßig stark vertreten ist. Von Beruf ist er Landwirt.
In den 1980er-Jahren begann Palaniswami eine politische Karriere in der tamilischen Regionalpartei AIADMK. Als die AIADMK sich nach dem Tod des Parteigründers M. G. Ramachandran 1987 in zwei Fraktionen aufspaltete, unterstützte Palaniswami J. Jayalalithaa, die letztlich als Gewinnerin aus dem Machtkampf herausgehen sollte. Bei den Bundesstaatswahlen 1989 wurde er als Kandidat der Jayalalithaa-Fraktion der AIADMK erstmals aus dem Wahlkreis Edappadi in das Parlament Tamil Nadus gewählt. Bei der nächsten Wahl 1991 verteidigte er seinen Wahlkreis, 1996 schied er aber aus dem Parlament aus. 1998 wurde er für die AIADMK in die Lok Sabha (das Unterhaus des gesamtindischen Parlamentes) gewählt. Er verlor seinen Sitz aber bei der Neuwahl 1999 und konnte ihn auch bei einer erneuten Kandidatur 2004 nicht wiedergewinnen. Auch eine Kandidatur für das Parlament Tamil Nadus im Jahr 2006 blieb erfolglos.
2011 kehrte Palaniswami wieder als Abgeordneter des Wahlkreises Edappadi in das Parlament Tamil Nadus zurück. Als Ergebnis der Wahl bildete die AIADMK eine Regierung unter der Führung J. Jayalalithaas. Palaniswami wurde als Minister für Straßen und kleinere Häfen in das Kabinett Jayalalithaas berufen. Bei der Wahl 2016, bei der die AIADMK ihren Wahlsieg wiederholte, verteidigte Palaniswami seinen Parlamentssitz. Im neuen Kabinett erhielt er zusätzlich zu seinen bisherigen Aufgabenbereichen die Zuständigkeit für das Ministerium für öffentliche Arbeiten.

## Aufstieg zum Chief Minister Tamil Nadus
Wenige Monate nachdem J. Jayalalithaa am 6. Dezember 2016 im Amt verstorben war, entbrannte ein Machtkampf zwischen O. Panneerselvam, der Jayalalithaa zunächst ins Amt gefolgt war, und Jayalalithaas langjähriger Vertrauter V. K. Sasikala, die zu Jayalalithaas Lebzeiten im Hintergrund beträchtlichen Einfluss auf ihre Politik ausgeübt hatte und nun Ambitionen auf ihre Nachfolge entwickelt hatte. Während der Ausgang des Machtkampfs noch offen war, bestätigte das Oberste Gericht Indiens am 14. Februar 2017 in letzter Instanz die Verurteilung Sasikalas in einem gegen sie laufenden Korruptionsverfahren, was sie für das Amt des Chief Ministers disqualifizierte. Nach der Verurteilung Sasikalas rückte Edappadi K. Palaniswami an die Spitze der Sasikala-treuen Fraktion auf. Am 16. Februar 2017 setzte der Gouverneur Tamil Nadus, C. Vidyasagar Rao, Palaniswami als Chief Minister ein und forderte ihn auf, seine Mehrheit im Parlament durch eine Vertrauensabstimmung unter Beweis zu stellen. Bei der zwei Tage später stattfindenden Vertrauensabstimmung stimmten 122 AIADMK-Abgeordnete für Palaniswami und nur 11 für Panneerselvam. Damit wurde Palaniswami als Chief Minister bestätigt.
Der Machtkampf zwischen Palaniswami und Panneerselvam führte zu einer kurzzeitigen Spaltung der AIADMK in zwei Splittergruppen, die von Palaniswami geführte AIADMK (Puratchi Thalaivi Amma) und die von Panneerselvam geführte AIADMK (Amma). Nach sechs Monaten vereinigten sich die beiden Fraktionen im August 2017 aber wieder. Palaniswami behielt das Amt des Chief Ministers bei, während Panneerselvam zum Finanzminister stellvertretenden Chief Minister ernannt wurde.